# 武生站
武生站（日语：／ Takefu eki）是位於福井縣越前市府中一丁目1番1號，福井幸福鐵道的Hapi-line Fukui線車站。

## 概要
在JR西日本時期，此站是由JR西日本金澤分社福井地域鐵道部管理的直營車站。事務管碼為▲541425。轉至Hapi-line Fukui管理後，仍然維持為有人站，有正職員駐守站內。由於算是南越地方其中一座主要車站，JR的優等列車特急「白鷺」會全部停靠、而「雷鳥」則部分停靠。另外部分普通列車以此站為終點站。Hapi-line Fukui接手後，特急列車全廢，但早晚繁忙時間及由敦賀開出的末班車則增設了快速列車，全部均停靠本站。
曾經此站旁設有福井鐵道南越線的社武生站（日语：／），但已於1981年4月1日廢站。現時如需轉乘福井鐵道，便要步行約350米至福武線的武生新站乘坐。

### 北陸新幹線
在越前市內，未來將設有北陸新幹線越前武生站，該站位於北陸自動車道武生交匯處附近，為新幹線單獨車站，與武生站直線距離約2.7公里。現時，此站連接該新幹線車站的方法還未定。

## 歷史
- 1896年（明治29年）7月15日：官設鐵道北陸線敦賀站至福井站之間開業，此站啟用，為一般車站。
- 1909年（明治42年）10月12日：制定路線名稱，此站成為北陸本線車站。
- 1914年（大正3年）1月29日：武岡輕便鐵道線（後來為福井鐵道南越線）新武生站（後來為社武生站）啟用。
- 1924年（大正13年）2月23日：福武電氣鐵道線（現時為福井鐵道福武線）武生新站啟用。
- 1968年（昭和43年）9月：現時的車站大樓落成[2]。
- 1981年（昭和56年）4月1日：福井鐵道南越線社武生站廢止。
- 1984年（昭和59年）2月1日：終止貨物起卸業務（成為旅客車站）。在站內還有信越化學工業武生工廠的專用線。
- 1986年（昭和61年）11月1日：終止行李起卸業務。
- 1987年（昭和62年）4月1日：伴隨國鐵分割民營化，車站由西日本旅客鐵道（JR西日本）營運。
- 2018年（平成30年）
  - 8月20日：站內完全禁煙[3]。
  - 9月15日：此站可以使用ICOCA[4][5]。
- 2024年（令和6年）3月16日 - 隨北陸新幹線延伸至敦賀，車站改由Hapi-line Fukui營運。

## 車站構造

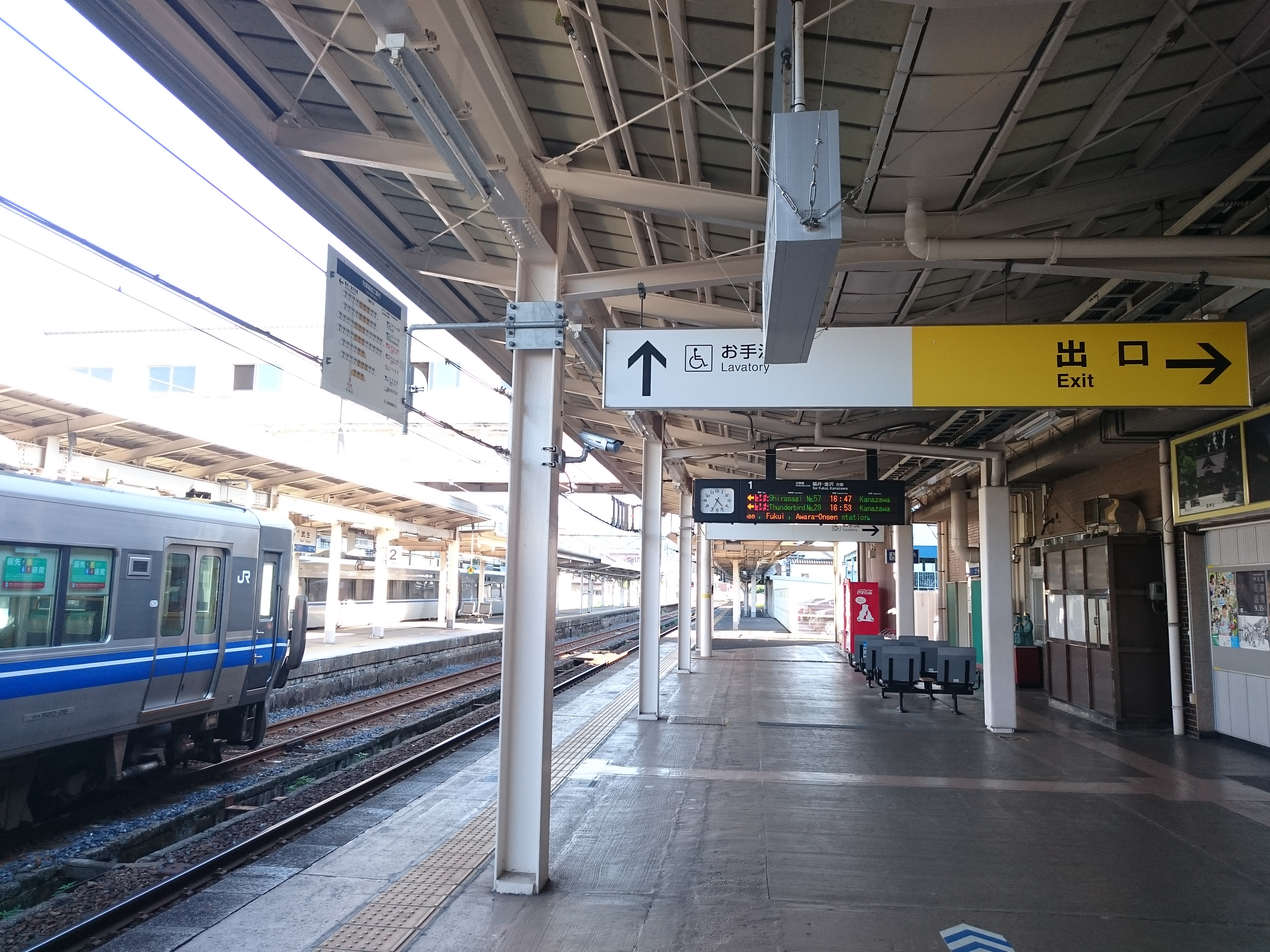
1號月台

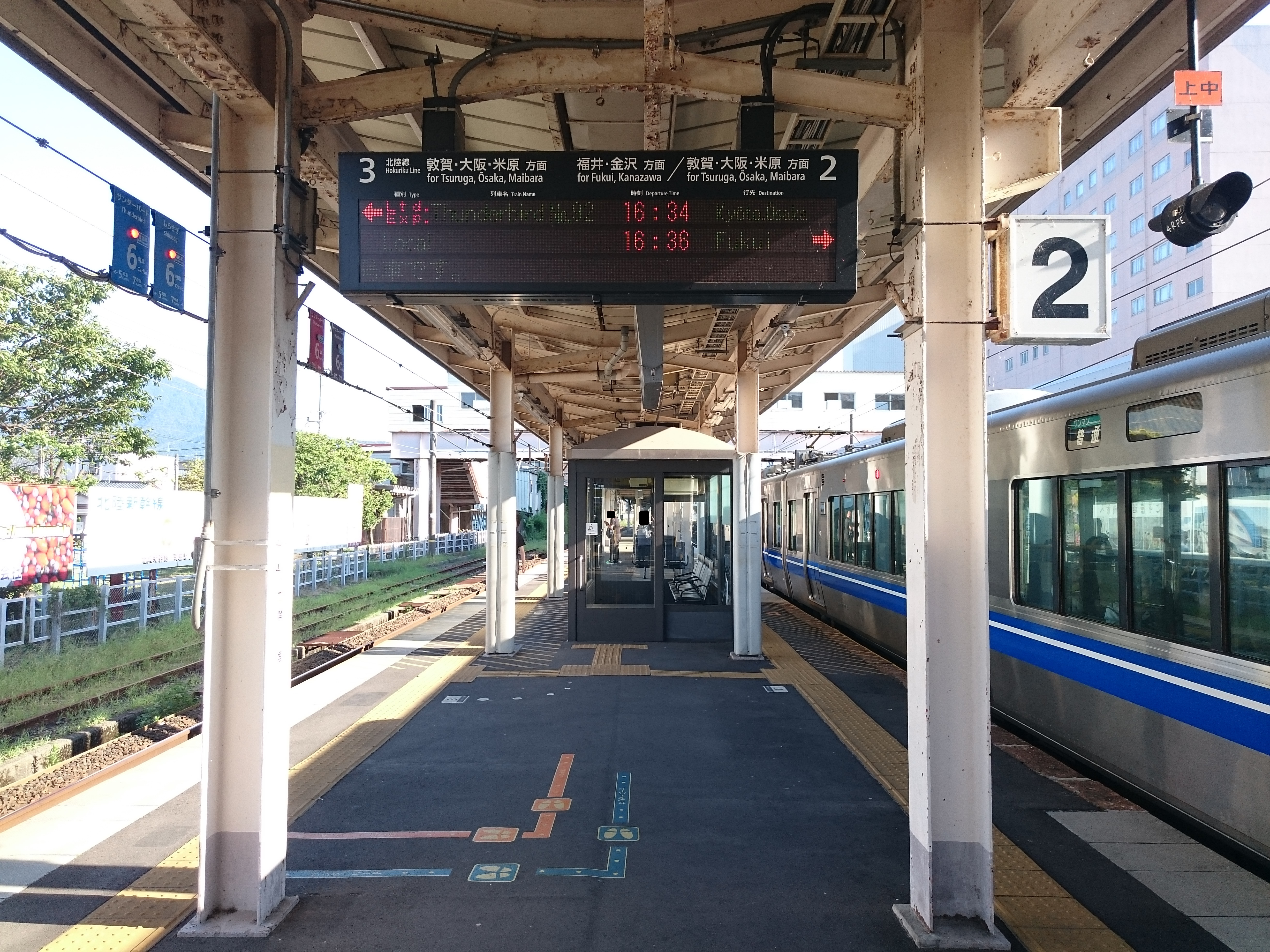
2、3號月台

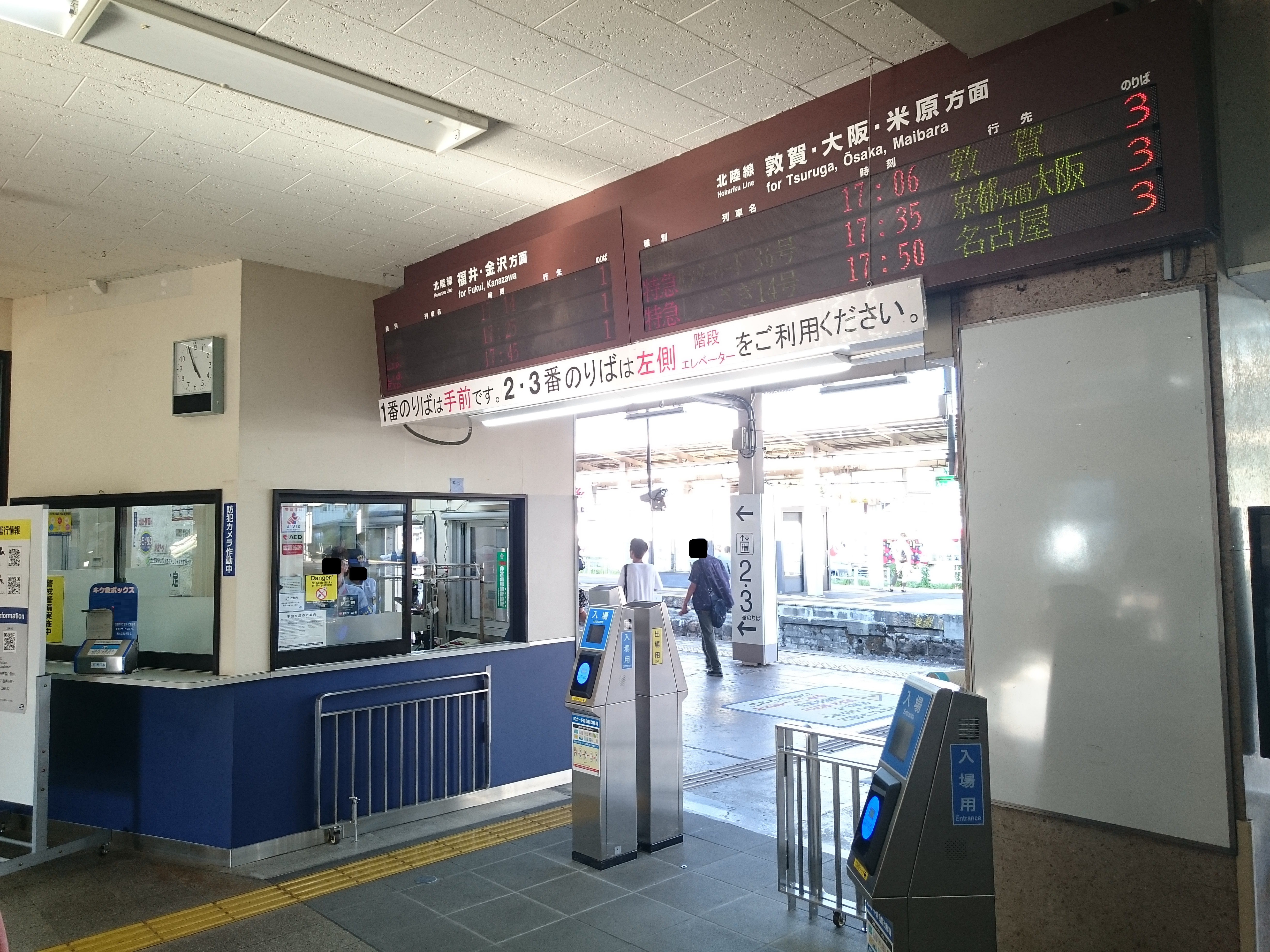
大堂

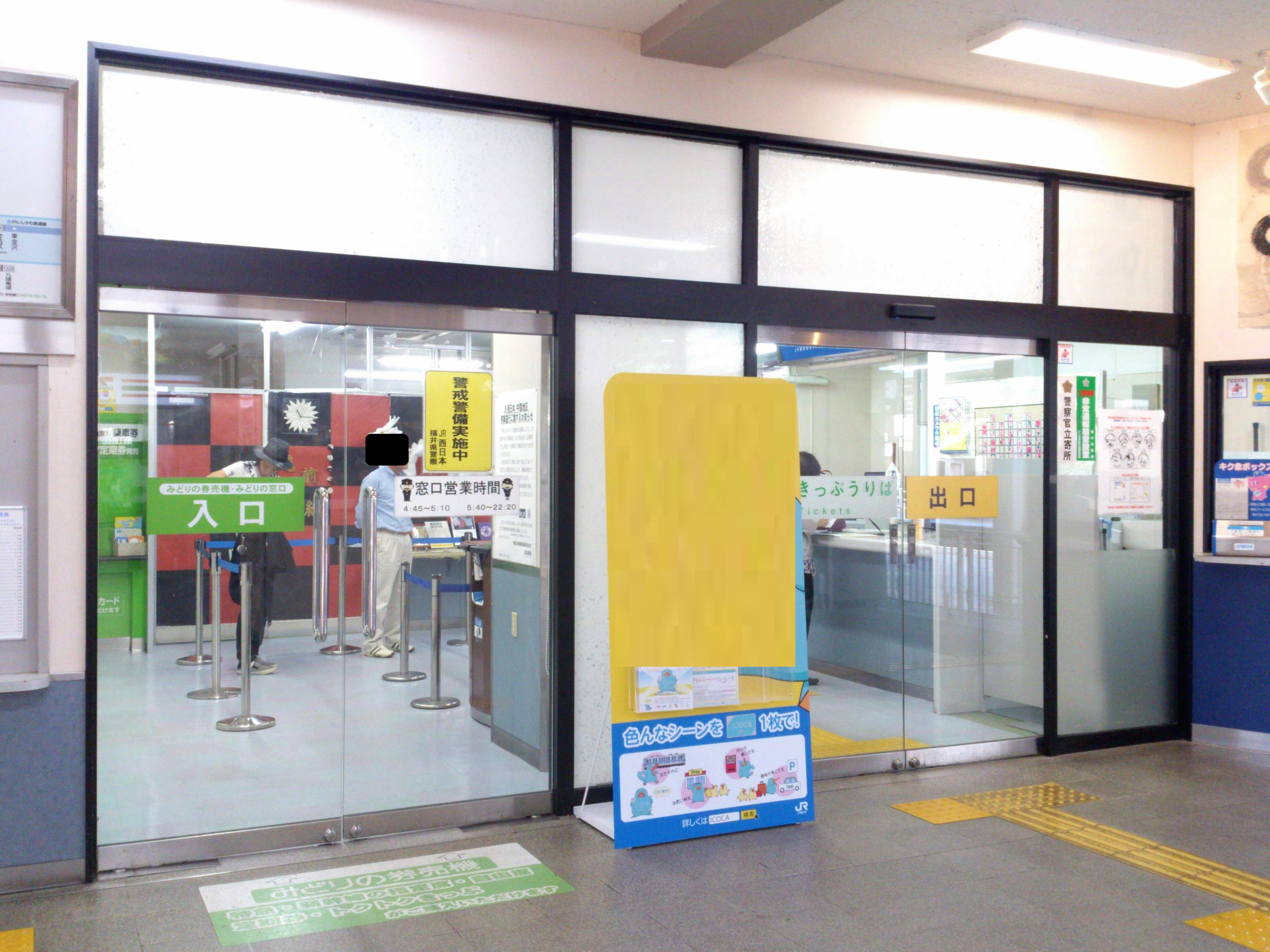
綠色窗口

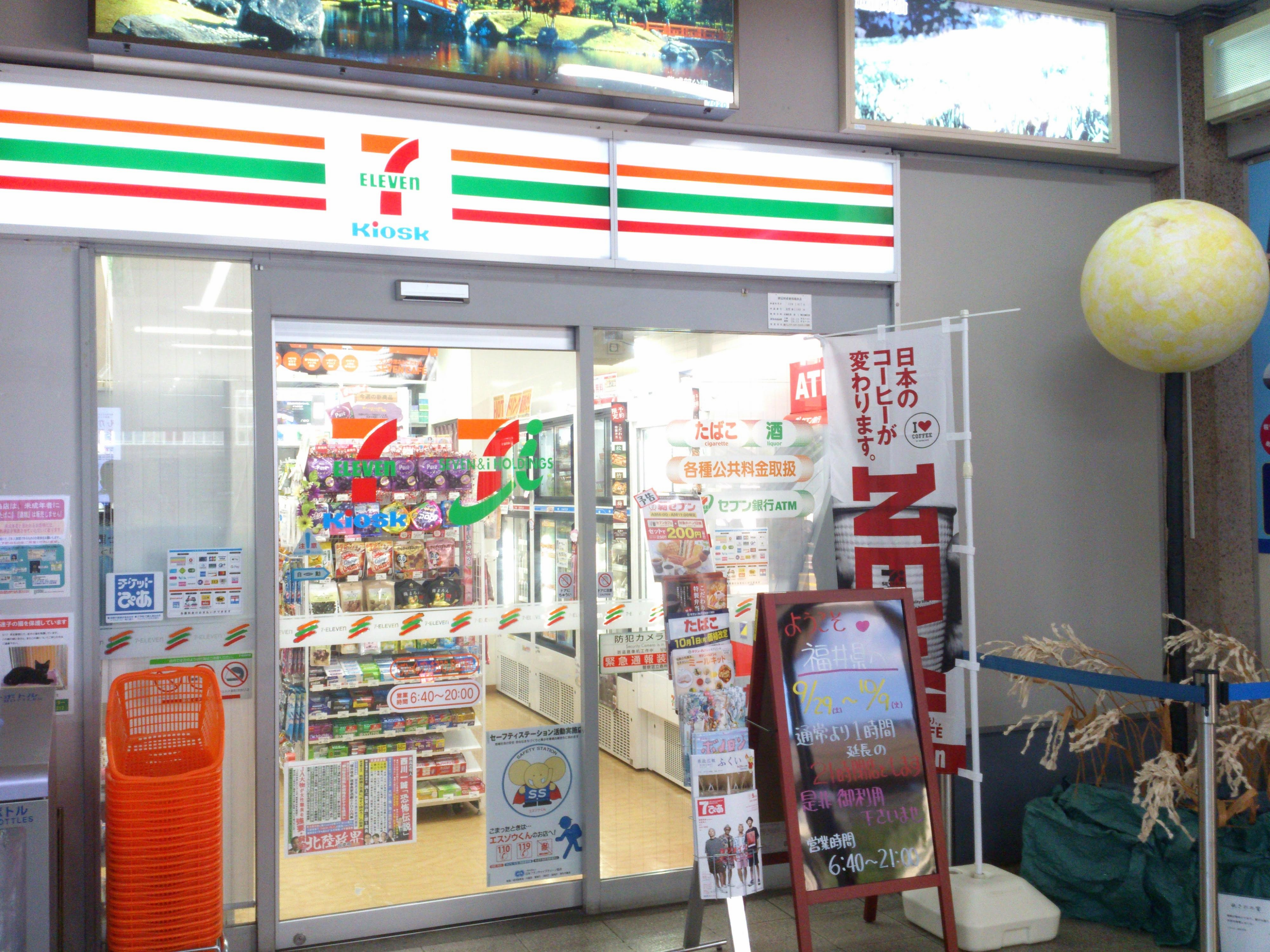
7-11 KIOSK

車站是一座地面車站，設有2面3線的島式月台。月台之間設有升降機和跨線橋連接。由於此站位於福井縣名產「越前打刀具」產地，因此1號月台上設有由刀具制作的「龍」模型。
站構內設有綠色窗口，綠色售票機、觸控面板式自動售票機、簡易閘機和化妝室（廁所）。
在候車室內設有商店（7-11Kiosk （页面存档备份，存于））和立食蕎麥麵店（今庄蕎麥）。
為了無障礙環境，在跨線橋上設有升降機，在化妝室中同時設置多功能廁所。

### 月台
| 月台 | 路線               | 上下行 | 方向           | 備註                |
| ---- | ------------------ | ------ | -------------- | ------------------- |
| 1    | ■Hapi-line Fukui線 | 下行   | 福井、金澤方向 | 部分班次使用2號月台 |
| 2 3  | ■Hapi-line Fukui線 | 上行   | 敦賀方向       |                     |

### 車站翻新工程
在2010年夏天，車站開展了翻新工程，把閘口右手邊的木造跨線橋進行翻新。在2010年12月中旬，閘口左手邊建設新跨線橋和升降機。
在新跨線橋完成後，舊跨線橋在2011年1月中旬封閉，同年8月完成拆除工程。

## 使用狀況
根據「福井縣統計年鑑」，在2018年（平成30年）度，1日平均乘車人次為2,425人。以下列出近年1日平均乘車人次：
| 年度               | 一日平均 乘車人次 |
| ------------------ | ----------------- |
| 1995年（平成07年） | 2,653             |
| 1996年（平成08年） | 2,593             |
| 1997年（平成09年） | 2,472             |
| 1998年（平成10年） | 2,358             |
| 1999年（平成11年） | 2,312             |
| 2000年（平成12年） | 2,437             |
| 2001年（平成13年） | 2,350             |
| 2002年（平成14年） | 2,271             |
| 2003年（平成15年） | 2,219             |
| 2004年（平成16年） | 2,230             |
| 2005年（平成17年） | 2,359             |
| 2006年（平成18年） | 2,423             |
| 2007年（平成19年） | 2,440             |
| 2008年（平成20年） | 2,394             |
| 2009年（平成21年） | 2,324             |
| 2010年（平成22年） | 2,287             |
| 2011年（平成23年） | 2,262             |
| 2012年（平成24年） | 2,253             |
| 2013年（平成25年） | 2,332             |
| 2014年（平成26年） | 2,290             |
| 2015年（平成27年） | 2,328             |
| 2016年（平成28年） | 2,344             |
| 2017年（平成29年） | 2,370             |
| 2018年（平成30年） | 2,425             |

## 社武生站
社武生站（日语：／ Shatakehu eki */?）是位於福井縣武生市錦町，福井鐵道的南越線車站。現時已經廢止。

### 歷史
- 1914年1月29日：此站至五分市（日语：五分市駅）之間開業。軌距為762mm。
- 1924年7月31日：此站至岡本新（日语：岡本新駅）之間軌距改為1067mm。
- 1941年7月2日：與福武電氣鐵道合併，成為福武電氣鐵道南越線車站。
- 1981年4月1日：此站至粟田部（日语：粟田部駅）之間廢止，此站永久停用。

### 車站構造
車站是一座地面車站，設有1面2線的缺角式月台和1面1線的單式月台。

## 車站周邊
站前設有迴旋路，在日間設有的士和巴士路線停靠。

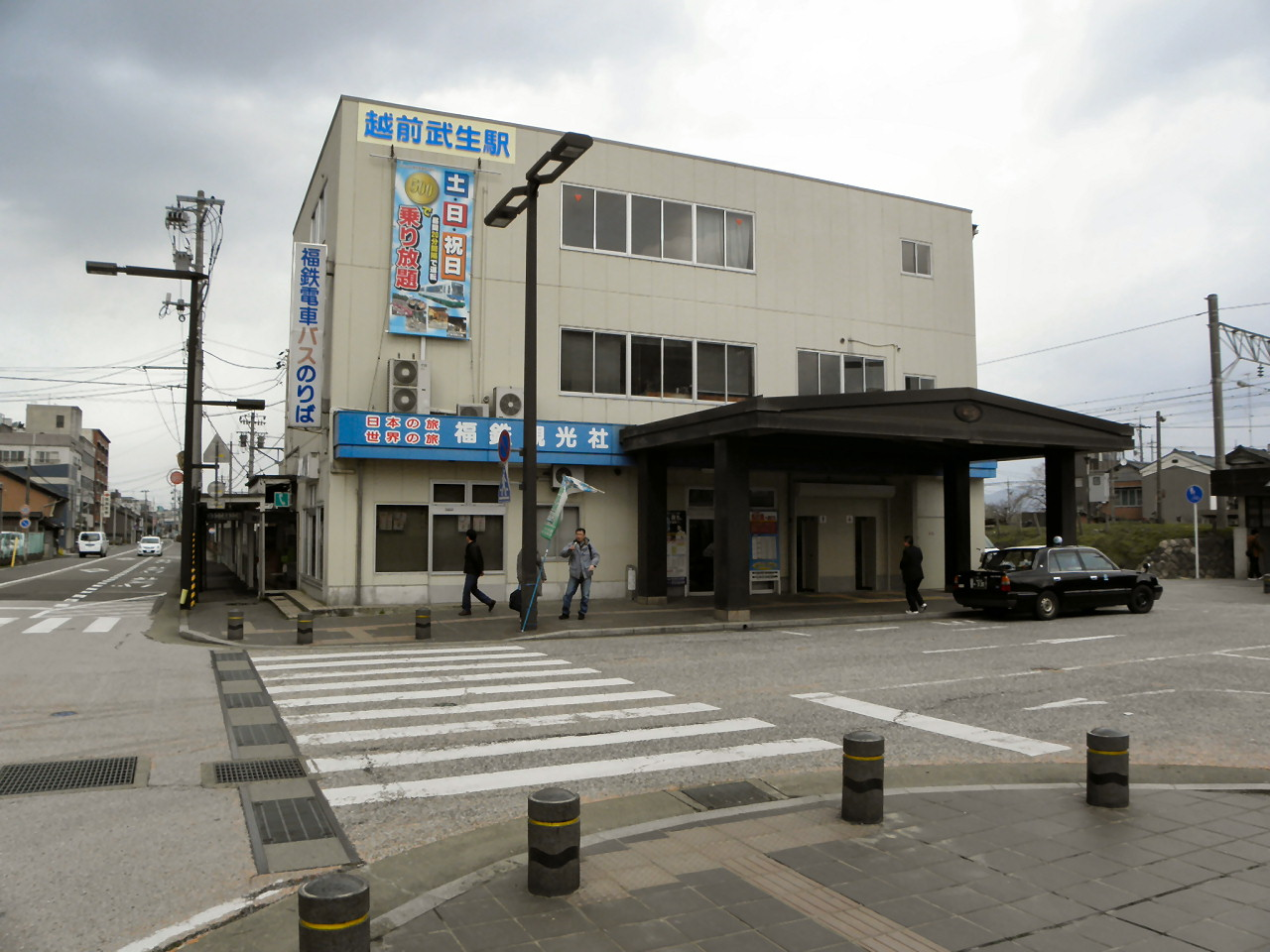
武生新站

車站鄰近福井鐵道武生新站。車站附近設有住宿設施、醫院、大型商業設施、市政廳等公共設施和教育設施。也設有寺院和神社等設施。

## 巴士路線
JR武生站巴士站
位於車站大樓西北方，Al Plaza武生正門附近。
- 福井鐵道巴士
- 越前市市民巴士（日语：越前市市民バス）「Norossa」

武生站巴士站
位於車站大樓西南方，皇冠山酒店武生的西面，在迴旋路出口路口左邊。
- 中日本旅遊巴士 - 小松、加賀溫泉、福井、武生、敦賀 ⇔ 東京站（日语：東京駅のバス乗り場#鍛冶橋駐車場）、東京迪士尼樂園（夜行）

關於其他在越前市停靠的高速路線巴士，可到北陸自動車道武生交匯處的巴士站。

## 相鄰車站
Hapi-line Fukui
■Hapi-line Fukui線
快速（早上下行、晚上上行各1班）
今庄－武生－鯖江
快速（其他班次）
南條－武生－鯖江
■普通
王子保－武生－鯖江

### 曾經存在的路線
福井鐵道
南越線（廢止）
社武生－福武口

## 外部連結
- 武生站 - Hapi-line Fukui （页面存档备份，存于）（日語）